# 県立高校教育力向上推進事業
県立高校教育力向上推進事業（けんりつこうこうきょういくりょくこうじょうすいしんじぎょう）は、神奈川県教育委員会が進める政策の一つ。特定の県立高等学校を「教育活動開発校」「教育推進校」「教育課程研究校」のいずれかの事業に指定する。

## 概要
県立高校教育力向上推進事業は、神奈川県教育委員会が県立高等学校の教育力向上を図るため進める政策である。2010年度（平成22年度）から始められた。神奈川県教育委員会教育局教育指導部高校教育企画課が所管する。
神奈川県教育委員会では、1999年（平成11年）11月に策定した「県立高校改革推進計画」 に基づき、2007年度（平成19年度）から、「学力向上推進及び特色ある県立高校づくり推進事業」を進めてきた。2010年度（平成22年度）からは、さらに対象校と対象分野を広げ、新たに「県立高校教育力向上推進事業」を始めた。
同事業は、特定の高等学校を「教育活動開発校」・「教育推進校」・「教育課程研究校」のいずれかに指定して、各個別事業の推進を図ることとした。それぞれの内容は、以下の通り。

### 教育活動開発校
「教育活動開発校」は、「将来を見据え、これからの時代の要請に応える先進的な学校づりをより一層推進するため、独創的な教育活動や指導方法等の研究を通じて、魅力と活力ある県立高校づくりをめざしたパイロット校として取り組む高校」と規定される。事業構成は、「キャリア教育」「シチズンシップ教育」「スペシャリスト人材育成」「家庭・地域等連携教育」「学校マネジメント」からなる。神奈川県立横浜清陵総合高等学校ほか32校が指定された。

### 教育推進校
「教育推進校」は、「「学力向上推進及び特色ある県立高校づくり推進事業」における成果を踏まえ、社会や生徒を取り巻く環境の変化の中で、時々刻々と変容している今日的な課題に対応するため、教育内容の充実を図るとともに、その取組と成果を全県または地域等へ普及、推進する拠点校として取り組む高校」と規定される。事業構成は、「学力向上進学重点」「ボランティア・福祉教育」「環境教育」「国際教育」「家庭・生活教育」「支援教育」からなる。神奈川県立横浜翠嵐高等学校ほか50校が指定された。

### 教育課程研究校
「教育課程研究校」は、「平成25年度から実施される新たな高等学校学習指導要領の趣旨に基づき、教育課程の開発及び指導内容等について、各教科・科目、総合的な学習の時間、特別活動における先導的な研究を通じて、その取組と成果を全県立高校に向けて普及、推進する拠点校として取り組む高校」と規定される。事業構成は、「言語活動充実」「伝統・文化教育」「理数科学教育」「総合的な学習の時間」「道徳教育」からなる。神奈川県立横浜桜陽高等学校ほか35校が指定された。

## 指定校一覧
| 事業           | 事業構成 （指定枠名）  | 指定校数 | 指定校 |
| -------------- | ---------------------- | -------- | --- |
| 教育活動開発校 | キャリア教育           | 5        | 横浜清陵総合、新羽、瀬谷西、住吉、大原                                                                                                 |
| 教育活動開発校 | シチズンシップ教育     | 13       | 永谷、横浜旭陵、瀬谷西、新城、菅、大船、深沢、湘南台、逗葉、上溝、相模原総合、相模田名、厚木商業                                       |
| 教育活動開発校 | スペシャリスト人材育成 | 5        | 上矢部、海洋科学、小田原城北工業、相原、弥栄                                                                                           |
| 教育活動開発校 | 家庭･地域等連携教育    | 5        | 磯子、岸根、平塚湘風、逗子、上鶴間 |
| 教育活動開発校 | 学校マネジメント       | 5        | 釜利谷、横浜桜陽、向の岡工業、秦野総合、相模向陽館                                                                                     |
| 教育推進校     | 学力向上進学重点       | 18       | 横浜翠嵐、横浜緑ヶ丘、横浜国際、光陵、希望ヶ丘、川和、柏陽、多摩、横須賀、追浜、平塚江南、鎌倉、湘南、小田原、相模原、秦野、厚木、大和 |
| 教育推進校     | ボランティア･福祉教育  | 9        | 横浜南陵、霧が丘、瀬谷、横須賀明光、高浜、藤沢総合、秦野曽屋、綾瀬西、大井                                                             |
| 教育推進校     | 環境教育               | 9        | 鶴見、舞岡、横浜栄、川崎、平塚工科、平塚農業初声分校、三浦臨海、海老名、吉田島                                                         |
| 教育推進校     | 国際教育               | 10       | 神奈川総合、横浜平沼、氷取沢、百合丘、鶴嶺、橋本、大和西、伊志田、大磯、相模原中等                                                     |
| 教育推進校     | 家庭・生活教育         | 4        | 横浜立野、港北、金井、横浜緑園総合 |
| 教育推進校     | 支援教育               | 5        | 田奈、横浜修悠館、菅、大楠、有馬 |
| 教育課程研究校 | 言語活動充実           | 5        | 横浜桜陽、上矢部、麻生総合、追浜、平塚湘風                                                                                             |
| 教育課程研究校 | 伝統・文化教育         | 16       | 氷取沢、金沢総合、岸根、舞岡、柏陽、横浜緑園総合、川崎、津久井、平塚湘風、鎌倉、小田原、上溝、伊勢原、座間総合、山北、愛川             |
| 教育課程研究校 | 理数科学教育           | 5        | 横浜緑ヶ丘、西湘、弥栄、厚木、座間 |
| 教育課程研究校 | 総合的な学習の時間     | 5        | 横浜清陵総合、保土ケ谷、住吉、藤沢清流、麻溝台                                                                                         |
| 教育課程研究校 | 道徳教育               | 5        | 永谷、瀬谷西、菅、逗葉、相模田名 |

## 学力向上推進及び特色ある県立高校づくり推進事業
「学力向上推進及び特色ある県立高校づくり推進事業」は、2007年度（平成19年度）から2009年度（平成21年度）まで行われた。「県立高校教育力向上推進事業」の前身となる政策である。